# 해병대 교육훈련단
해병대 교육훈련단(海兵隊 敎育訓鍊團, 영어: Marine Corps Education & Training Group)은 경상북도 포항시 남구 오천읍에 본부를 두고, 대한민국 해병대의 모든 병, 장교, 부사관 후보생에 대한 군사 교육 및 훈련을 맡고 있는 교육훈련부대이다.

## 역사
1953년 2월 1일, 경기도 인천시 금곡동(현 인천광역시 서구 금곡동)에서 해병교육단으로 창설되었다. 윤승선 해병대 공병감이 부지 마련과 시공, 설계 및 공사감독을 하고 삼부토건에서 시공하였다. 후에 영일군 오천읍(현 포항시 남구 오천읍)으로 이동하였다. 같은 해 10월 1일, 육군에 위탁했던 통신, 수송병과에 대한 교육을 자체적으로 하기 위해 통신교육대와 수송교육대를 창설하였다.
1951년 4월 1일, 자체적으로 사관후보생을 길려내기 위한 해병학교가 설립되어, 제7기 사관후보생이 입학하였다.
1958년 4월 5일, 상륙돌격장갑차 조종사를 훈련하는 수륙양용장갑차(LVT)학교가 설립되었다.
2002년 3월 1일, 상륙전교육대대가 창설되었다. LVT 학교는 상장 교육대로서 상륙전 교육대의 예하 교육기관이 되었다.
2017년 1월 1일, 보수교육대대와 양성교육대대의 이름이 상륙전교육대대와 신병교육대대로 바꿨다.

## 편성

### 현재
- 본부대대
- 상륙전교육대대; 2002년 3월 1일, 창설
  - 공수교육대; 1975년 9월 2일, 창설
  - 유격교육대; 1977년 1월 1일, 창설
  - 보급교육대; 2014년 1월 1일, 창설
  - 수색교육대; 2004년 4월 1일, 창설
  - 포병교육대; 2004년 4월 1일, 창설
  - 정보통신교육대; 1953년 10월 1일, 창설
  - 상장(상륙장갑차)교육대; 1958년 4월 5일, 창설
- 제15해병교육연대; 1951년 4월 1일, 창설
  - 장교교육대대; 1998년 3월 1일, 창설
  - 부사관교육대대; 1949년 8월 1일, 창설
  - 신병교육대대
    - 4개 신병교육대
- 제16예비군관리연대; 1983년 1월 1일, 창설
  - 3개 예비군관리대대
- 동원지원단; 2014년 9월 1일 창설
  - 16개 동원지원대대

### 1953년 2월 1일
- 근무대대
- 해병학교
- 해병훈련소
- 수송중대
- 진해파견대

## 계보
- 1952년 8월 20일, 해병교육단
- 1959년 2월 1일, 진해기지
- 1963년 3월 1일, 해병교육단
- 1967년 5월 16일, 해병교육기지사령부
- 1975년 9월 2일, 제1해병사단 교육대대
- 1977년 1월 1일, 제2해병훈련단
- 1996년 10월 14일, 해병대 교육훈련단
- 2015년, 해병대 교육단
- 2017년, 해병대 교육훈련단

## 역대 지휘관
| #    | 계급 | 성명   | 취임일           | 이임일           | 참고  |
| ---- | ---- | ------ | ---------------- | ---------------- | ----- |
| 27대 | 준장 | 안희수 |                  | 2005년 12월      |       |
| 28대 | 준장 | 전병훈 | 2007년 10월 28일 | 2008년 11월 24일 | [ 1 ] |
| 29대 | 준장 | 박승훈 | 2008년 11월 24일 | 2009년 12월 28일 | [ 2 ] |
| 30대 | 준장 | 이해승 | 2009년 12월 28일 | 2011년 4월 29일  | [ 3 ] |
| 31대 | 준장 | 차동길 | 2011년 4월 29일  |                  | [ 4 ] |
| 35대 | 준장 | 백경순 |                  | 2018년 1월 10일  |       |
| 36대 | 준장 | 김정학 | 2018년 1월 10일  |                  | [ 5 ] |
|      | 준장 | 이재호 | 2018년 12월 17일 | 2020년 1월 3일   | [ 6 ] |
|      | 준장 | 김승학 | 2020년 1월 3일   | 2021년 6월 4일   | [ 7 ] |
|      | 준장 | 정종범 | 2021년 6월 4일   | 2023년 1월 10일  |       |
|      | 준장 | 최영길 | 2023년 1월 11일  | 2024년 1월 31일  |       |
|      | 준장 | 김헌   | 2024년 2월 1일   | 2024년 12월 9일  |       |
|      | 준장 | 이종문 | 2024년 12월 10일 |                  |       |

## 대중매체
- 〈해병대 특집〉. 《진짜사나이》 (텔레비전). 제 130-135회. 2015년 11월. MBC 예능본부 제작.
- 〈해병대 DI (5부작)〉. 《인간극장》 (텔레비전). 제 72회. 2001년 8월. KBS 협력제작국 제작.

## 참고
1. ↑  신동우 (2007년 10월 28일). “전병훈 해병대 교육훈련단장 취임”. 경북매일. 2020년 1월 14일에 확인함.
2. ↑  “제29대 박승훈 교육훈련단장 취임식”. 경북도민일보. 2008년 11월 26일. 2020년 1월 14일에 확인함.
3. ↑  “이해승, 해병대교육훈련단장 취임”. 국민일보. 연합뉴스. 2009년 12월 28일. 2020년 1월 14일에 확인함.
4. ↑  문석준 (2011년 4월 29일). “해병대 31대 교육훈련단장에 차동길 준장 취임”. 국민일보. 포항CBS. 2020년 1월 14일에 확인함.
5. ↑  정승훈 (2018년 1월 10일). “김정학 제36대 해병대 교육훈련단장 취임”. 경북일보. 2020년 1월 14일에 확인함.
6. ↑  배형욱 (2018년 12월 17일). “이재호 해병대 교육훈련단장 취임”. 매일신문. 2020년 1월 14일에 확인함.
7. ↑  김정혜 (2020년 1월 3일). “김승학 해병대 교육훈련단장 취임”. 한국일보. 2020년 1월 14일에 확인함.